# Циглимов, Семён Сергеевич
Семён Серге́евич Цигли́мов (5 января 1941, Увалы, Красноярский край — 14 ноября 2013, Увалы, Красноярский край) — передовик советского сельского хозяйства, комбайнёр совхоза «Легостаевский» Новосёловского района Красноярского края, Герой Социалистического Труда (1984).

## Биография
Родился 5 января 1941 года в деревне Увалы Новосёловского района Красноярского края в крестьянской семье. Ещё будучи школьником, работал копнильщиком на комбайне. Окончил семилетнюю школу, затем, в 1957 году, курсы трактористов и стал работать механизатором в совхозе «Легостаевский». Прошёл срочную службу в Советской армии, где был награждён медалью «За отличие в охране государственной границы СССР». После демобилизации полтора года работал слесарем-инструментальщиком на Красноярском заводе телевизоров.
В 1960-х годах вернулся в свою деревню, где начал трудиться комбайнёром в совхозе «Легостаевский». Постепенно овладев техникой, С. С. Циглимов стал передовиком производства, а в 1973 году был признан лучшим комбайнёром Красноярского края. С. С. Циглимов работал в одном звене с родным братом Анатолием и двоюродным — Сергеем Демидовым. Их семейное звено освоило пропагандировавшийся в конце 1970-х годов «ипатовский метод», доводя дневной намолот зерна до 700—1000 центнеров с гектара.
С 1980 года звено братьев обкатывало новый комбайн СКД-6 «Сибиряк» красноярского производства. Ими был сделан ряд рационализаторских предложений и полезных замечаний по конструкции некоторых узлов комбайна. На новой технике им удалось существенно перевыполнить план сезонного намолота: братья получили 61 745 центнеров с гектара при обязательстве в 40 000. Сам С. С. Циглимов в 1982 году установил рекорд намолота — 21 240 ц/га, превысив достижение Героя Социалистического Труда И. А. Недобиткова. Ещё через год он намолотил 24 686 ц/га.
Указом Президиума Верховного Совета СССР от 5 октября 1984 года за достижение выдающихся успехов в повышении производительности труда, большой личный вклад в увеличение производства зерна и проявленную трудовую доблесть Семёну Сергеевичу Циглимову было присвоено звание Героя Социалистического Труда с вручением ордена Ленина и медали «Серп и Молот».
Участвовал также в общественно-политической работе, избирался депутатом Верховного Совета РСФСР, а также советов сельского, районного и краевого уровней. После смерти Генерального секретаря ЦК КПСС К. У. Черненко, уроженца Красноярского края, С. С. Циглимов был назначен членом комиссии по организации его похорон. Во время траурного митинга 13 марта 1985 года он выступил с речью с трибуны Мавзолея.
В постсоветский период С. С. Циглимов являлся активным создателем ассоциации фермеров Новосёловского района. Фермерское хозяйство Циглимовых начиналось в 1991 году с 27 гектаров пашни. Спустя два десятилетия оно стало занимать 420 гектаров, урожайность зерновых в нём составила 30 центнеров с гектара.
Проживал в деревне Увалы. В последние годы находился на пенсии, передав хозяйство  младшему сыну. Трагически ушёл из жизни, застрелившись 14 ноября 2013 года.

## Награды
- золотая звезда «Серп и Молот» (05.10.1984)
- орден Ленина (13.12.1972, 05.10.1984)
- орден Октябрьской Революции (23.12.1976)
- медаль «За отличие в охране государственной границы СССР»
- общественная медаль «Трудовая доблесть России»